# Periklís Papapetrópoulos
Periklís Papapetrópoulos (en grec moderne : Περικλής Παπαπετρόπουλος, souvent translittéré Pericles Papapetropoulos) est un musicien traditionnel grec.

## Biographie
Bien que né à Athènes, Periklís Papapetrópoulos grandit en Crète. Il participe à 16 ans au groupe de Psarantonis, jouant du laouto et du boulgari. 
En 1985, il rencontre Ross Daly avec lequel il apprend le saz et le tanbur des années durant avant de devenir membre de son groupe « Labyrinth » et participer aux tournées et enregistrements. Il est aussi membre des groupes « Stelios Petrakis’ ensemble », « Letter from Istanbul », « Passed Isolated » et « Saz grubu ».
Il enseigne aujourd’hui le saz et le lavta à l’Experimental musical gymnasium-lyceum de Pallíni, à la Society for the dissemination of national music, et aux Musical workshop « Labyrinth » .
Il a collaboré avec de nombreux artistes tels Talip Özkan, Paco Peña, Djamshid Chemirani, Kabul Ensemble, Nasseer Shamma, Darioush Tala'i, Dhruba Ghosh et Stélios Petrákis.

## Discographie
- Sazi,
- Bouzouki, tzouras, baglamas,
- The light of the east
- Saz Grubu,